# Francisco Sasmay
Francisco Nicolás Sasmay Torres (n. Chile; 19 de mayo de 1998) es un futbolista chileno. Juega de delantero.

## Carrera

### Deportes Antofagasta
Sasmay debutó como profesional en Deportes Antofagasta el 21 de octubre de 2017, en la victoria por 1-3 sobre San Luis de Quillota. Ingresó a los 76 minutos por Germán Estigarribia.

### Deportes Copiapó
Al no ser tenido en cuenta en Antofagasta, el delantero fue cedido a Deportes Copiapó, de la Primera B. Debutó el 17 de febrero de 2019 en el empate a 1 contra Deportes La Serena. En el equipo de Atacama jugó 20 partidos durante sus dos años en el club.

### Coquimbo Unido
En 2021 se convierte en jugador de Coquimbo Unido. En el conjunto aurinegro jugó apenas 2 partidos, pero fue parte del plantel campeón de la Primera B.

### Rangers
Al año siguiente, se convirtió en refuerzo de Rangers, equipo de la Primera B.

## Estadísticas

### Clubes
| Club                         | Div.                | Temporada           | Liga  | Liga  | Copas nacionales | Copas nacionales | Torneos internacionales | Torneos internacionales | Total | Total |
| Club                         | Div.                | Temporada           | Part. | Goles | Part.            | Goles            | Part.                   | Goles                   | Part. | Goles |
| ---------------------------- | ------------------- | ------------------- | ----- | ----- | ---------------- | ---------------- | ----------------------- | ----------------------- | ----- | ----- |
| Deportes Antofagasta · Chile | 1.ª                 | 2017                | 3     | 0     | 1                | 0                | —                       | —                       | 4     | 0     |
| Deportes Antofagasta · Chile | 1.ª                 | 2018                | 4     | 0     | —                | —                | —                       | —                       | 4     | 0     |
| Deportes Antofagasta · Chile | Total club          | Total club          | 7     | 0     | 1                | 0                | 0                       | 0                       | 8     | 0     |
| Deportes Copiapó · Chile     | 2.ª                 | 2019                | 8     | 0     | —                | —                | —                       | —                       | 8     | 0     |
| Deportes Copiapó · Chile     | 2.ª                 | 2020                | 12    | 0     | —                | —                | —                       | —                       | 12    | 0     |
| Deportes Copiapó · Chile     | Total club          | Total club          | 20    | 0     | 0                | 0                | 0                       | 0                       | 20    | 0     |
| Coquimbo Unido · Chile       | 2.ª                 | 2021                | 2     | 0     | —                | —                | —                       | —                       | 2     | 0     |
| Coquimbo Unido · Chile       | Total club          | Total club          | 2     | 0     | 0                | 0                | 0                       | 0                       | 2     | 0     |
| Rangers · Chile              | 2.ª                 | 2022                | 0     | 0     | —                | —                | —                       | —                       | 0     | 0     |
| Rangers · Chile              | Total club          | Total club          | 0     | 0     | 0                | 0                | 0                       | 0                       | 0     | 0     |
| Total en su carrera          | Total en su carrera | Total en su carrera | 29    | 0     | 1                | 0                | 0                       | 0                       | 30    | 0     |
| 1. 2. 3.                     |                     |                     |       |       |                  |                  |                         |                         |       |       |